# Actebia fennica
Actebia fennica is een vlinder uit de familie uilen (Noctuidae). De wetenschappelijke naam is voor het eerst geldig gepubliceerd in 1837 door Tauscher.
De soort komt voor in Europa.